# Ріофріо-дель-Льяно
Ріофріо-дель-Льяно (ісп. Riofrío del Llano) — муніципалітет в Іспанії, у складі автономної спільноти Кастилія-Ла-Манча, у провінції Гвадалахара. Населення — 52 особи (2010).
Муніципалітет розташований на відстані близько 110 км на північний схід від Мадрида, 65 км на північний схід від Гвадалахари.
На території муніципалітету розташовані такі населені пункти: (дані про населення за 2010 рік)
- Карденьйоса: 8 осіб
- Ріофріо-дель-Льяно: 35 осіб
- Сантамера: 9 осіб

## Демографія
Динаміка населення (INE ):

## Галерея зображень

Розташування муніципалітету у провінції Гвадалахара